# Josef Dvořák (generál, 1891)
Brig. gen. Josef Dvořák (20. prosince 1891 Bořitov – 1. října 1941 Praha) byl československý legionář, důstojník a odbojář z období druhé světové války popravený nacisty.

## Život

### Mládí a první světová válka
Josef Dvořák se narodil 20. prosince 1891 v Bořitově u Blanska v rodině rolníka. Vystudoval brněnské české gymnázium a původně chtěl být učitelem. Mezi lety 1912 a 1913 sloužil v c. a k. armádě jako jednoroční dobrovolník v Kroměříži konkrétně u 25. zeměbraneckého pluku. Po vypuknutí první světové války byl se stejnou jednotkou na pozici velitele čety odeslán na ruskou frontu do prostoru Haliče. V březnu 1915 již v hodnosti podporučíka padl do zajetí. Do československý legií se přihlásil v srpnu 1916, následně byl zařazen ke 2. střeleckému pluku. V Borispolu absolvoval důstojnickou školu a v létě 1917 se stal velitelem čety. V říjnu téhož roku se přihlásil do transportu do Francie, kde v dubnu následujícího roku nastoupil k 21. československému pluku, absolvoval důstojnický kurz a v pozici velitele čety bojoval v bitvě u Terronu. Do Československa se vrátil v březnu 1919.

### Mezi světovými válkami
Po návratu z Francie se Josef Dvořák zúčastnil bojů na Slovensku, mezi lety 1919 a 1920 byl pak spojovacím důstojníkem u YMCA v Praze. Poté do roku 1923 sloužil jako pobočník zemského velitele v Praze. Vystudoval Válečnou školu a nastoupil na post přednosty 1. oddělení štábu Zemského vojenského velitelství Praha. Postupně hodnostně stoupal. Mezi lety 1932 a 1933 byl velitelem praporu u 23. pěšího pluku v Bratislavě, poté nastoupil do profesorského sboru Velitelské školy v Praze. Zde působil do podzimu 1938. Během mobilizace 1938 již v hodnosti plukovníka zastával post podnáčelníka štábu 4. armády.

### Protinacistický odboj
Po německé okupaci pracoval Josef Dvořák u okresního úřadu v Lounech a na protektorátní zdravotní a sociální správě. Okamžitě se zapojil do organizace Obrana národa, ve které byl členem Ústředního vedení. Nejprve působil na pozici náčelníka štábu Krajského velitelství Praha-jihovýchod, později byl náčelníkem štábu Zemského velitelství Čechy. Zatčen gestapem byl v srpnu 1941. Stanným soudem byl odsouzen k trestu smrti a 1. října 1941 popraven v ruzyňských kasárnách.

## Vyznamenání
- Československý válečný kříž 1914–1918
- Československá revoluční medaile
- Československá medaile Vítězství

## Posmrtná ocenění
- Josefu Dvořákovi byl in memoriam udělen Československý válečný kříž 1939
- V roce 1948 byl Josef Dvořák in memoriam povýšen do hodnosti brigádního generála.